# Remy Charlip
Abraham Remy Charlip (10 janvier 1929-14 août 2012) est un artiste américain, danseur, chorégraphe, illustrateur, metteur en scène, graphiste ainsi que professeur. Il a écrit ou illustré de nombreux livres pour enfant, et reçu plusieurs récompenses.

## Biographie
Il est originaire de Brooklyn. Il étudie le design textile au lycée à Manhattan, puis le graphisme à l'École des arts décoratifs Cooper Union de New-York.
Dans les années 1960, il créa une forme unique de chorégraphie, basée sur l'envoi de dessin de chorégraphies à des compagnies de danse, qui choisissaient sans lui les transitions et le contexte.

## Livres pour enfant
- Où est qui ?, 1957
- Heureusement, 1964
- Maman ! maman ! J'ai mal au ventre !, 1966
- Déguisons-nous, 2009
- Mon chat personnel et privé spécialement réservé à mon usage particulier, 2012
- Une chanson pour l'oiseau, 2013

## Récompenses
Il remporte de nombreux prix tels que la récompense du meilleur livre illustré de l'année qui lui a été décernée à trois reprises par le New York Times, le premier prix pour ses illustrations à la foire de Bologne...